# Château d'Ueda
Le château d'Ueda (上田城, Ueda-jō) est un château japonais situé à Ueda dans la préfecture de Nagano. Construit par Masayuki Sanada, il était le siège original du clan Sanada.

## Histoire
Les Sanada défendirent deux fois ce château contre le clan Tokugawa, d'abord en 1583 puis encore en 1600, démontrant une très impressionnante défense à chaque occasion.
Quand Sanada Masayuki refusa de céder le château de Numata à Tokugawa Ieyasu, cela amena à la bataille de la Kami-gawa. Durant la bataille, Ieyasu se lança contre le château d'Ueda avec une très grande armée. Mais Masayuki était prêt, avec une force en embuscade prête à l'attaque. Celle-ci jeta effectivement l'armée de Tokugawa dans une grande confusion et lui causa de nombreuses pertes.
Masayuki et son fils Yukimura Sanada affrontèrent encore les Tokugawa à la bataille de Sekigahara.
Les Sanada annoncèrent leur reddition mais celle-ci faisait partie du plan de Masayuki. Il voulait leur faire croire qu'il se rendait vraiment, alors qu'il préparait les défenses du château.
Quand Tokugawa Hidetada fut avisé du complot du clan Sanada, il commença à mobiliser ses troupes. Mais Masayuki était déjà prêt à l'attaque et avait une autre armée en embuscade mais cette fois-ci, il l'envoya dans le camp ennemi. À la fin, la bataille eut des effets dévastateurs. Hidetada ne put prendre la contrôle du château et fut également dans l'impossibilité de se rendre sur le champ de bataille de Sekigahara.